# (10792) Ecuador
(10792) Ecuador est un astéroïde de la ceinture principale.

## Description
(10792) Ecuador est un astéroïde de la ceinture principale. Il fut découvert le 2 février 1992 à La Silla par Eric Walter Elst. Il présente une orbite caractérisée par un demi-grand axe de 3,07 UA, une excentricité de 0,09 et une inclinaison de 10,3° par rapport à l'écliptique.

## Compléments